# Жариштеа (Вранча)
Жариштеа (рум. Jariştea) насеље је у Румунији у округу Вранча у општини Жариштеа. Oпштина се налази на надморској висини од 153 m.

## Становништво
Према подацима из 2002. године у насељу је живело 4070 становника, од којих су сви румунске националности.

### Хронологија
| Година       | 1992 | 1993 | 1994 | 1995 | 1996 | 1997 | 1998 | 1999 | 2000 | 2001 | 2002 | 2003 | 2004 | 2005 | 2006 | 2007 | 2008 | 2009 | 2010 | 2011 | 2012 | 2013 | 2014 | 2015 | 2016 | 2017 |
| ------------ | ---- | ---- | ---- | ---- | ---- | ---- | ---- | ---- | ---- | ---- | ---- | ---- | ---- | ---- | ---- | ---- | ---- | ---- | ---- | ---- | ---- | ---- | ---- | ---- | ---- | ---- |
| Становништво | 4283 | 4194 | 4150 | 4100 | 4167 | 4119 | 4096 | 4076 | 4095 | 4117 | 4142 | 4160 | 4183 | 4219 | 4219 | 4224 | 4248 | 4246 | 4234 | 4213 | 4233 | 4229 | 4230 | 4231 | 4221 | 4207 |